# Сулейменов, Жарасбай Кабдоллинович
Жарасбай Кабдоллинович Сулейменов (каз. Жарасбай Қабдоллаұлы Сүлейменов, род. 9 июля 1949; Сергеевский район, Северо-Казахстанская область, Казахская ССР) — казахстанский общественный деятель, журналист. Почётный журналист Республики Казахстан (2009).

## Биография
Жарасбай Кабдоллинович Сулейменов родился 9 июля 1949 года в ауле Балуан района Шал акына Северо-Казахстанской области. Образование – высшее. Окончил Петропавловский педагогический институт по специальности «Учитель истории и обществоведения».
          Трудовой путь начал чабаном в родном ауле. После службы в рядах Советской армии, в 1971 году был принят на работу в редакцию Северо-Казахстанской областной газеты «Ленин туы» (ныне «Солтүстік Қазақстан»), где вырос от младшего литературного сотрудника до заведующего отделом партийной жизни, члена редакционной коллегии . В 1987-2003  годах  – заместитель главного редактора Северо-Казахстанского областного  радио, главный редактор, собственный корреспондент Казахского радио по Северо-Казахстанской области, собственный корреспондент радио «Азаттык»  по Северо-Казахстанской области, главный редактор телеканала «Қазақстан – Петропавл», заместитель председателя Северо-Казахстанской областной телерадиокомпании.  В 2003-2007 годах  был главным редактором- директором государственного коммунального предприятия  «Редакция  Северо-Казахстанской областной газеты «Солтүстік Қазақстан». В  2007-2011 годах – депутат Мажилиса Парламента  Республики Казахстан.  В 2012-2014 годах – заместитель главного редактора республиканской газеты «Егемен Қазақстан». С 2014 года главный редактор, директор ТОО «Қызылжар- Ақпарат»  акимата Северо-Казахстанской области.  
         Трудясь почти полвека в различных средствах массовой информации Северо-Казахстанской области, Ж.К.Сулейменов не только создавал  летопись родного края, великолепные портреты современников, а также своими многочисленными публикациями на актуальные, острые темы внес и продолжает внести значительную лепту в социально-экономическое, культурное развитие региона. Его публицистику всегда отличает активная гражданская позиция. 
Огромен вклад Ж.К.Сулейменова в пропаганду государственного языка   и в расширение сферы его применения  в информационном пространстве, он был создателем и автором многих популярных телевизионных и радио программ на казахском языке. Заметна его роль и в развитии казахоязычной прессы в северном регионе. Именно по его настойчивой инициативе, активном содействии и участии на свет появились городская газета "Қызылжар нұры", республиканский журнал "Мағжан".
Плодотворно работая многие годы в редакциях газет, на радио и телевидении, Жарасбай Кабдоллинович также стал мудрым наставником для многих молодых журналистов, тем самым внеся весомый вклад в дело воспитания кадров для региональных электронных и печатных изданий.
Ж.К.Сулейменов – член Союза писателей Казахстана, автор нескольких книг. В настоящее время как директор Северо-Казахстанского областного филиала Союза писателей Казахстана проявляет неустанную заботу в отношении  начинающих поэтов, писателей, принимает активное участие в общественно-политической, культурной жизни  региона. 
        Следует особо отметить  значительный вклад Жарасбая Кабдоллиновича в исследование и пропаганду великого наследия выдающегося казахского поэта Магжана Жумабаева.  Им собраны сборники  «Магжан», «Мир Магжана» на казахском и русском языках, читателями  с благодарностью  принят его  литературно-исследовательский труд «Сөнбейтін шырақ»  («Неугасимая свеча») о жизни и творчестве  М. Жумабаева. Более десяти лет выпускает литературно-художественный, общественно-политический журнал «Мағжан». Высокую оценку  читателей, литераторов получил также сборник «Шал ақын»,  энциклопедия «Мағжан Жұмабаев» вышедшие  в свет стараниями Ж.К. Сулейменова.  
         Ж. К. Сулейменов награжден орденами  «Достық» второй степени, «Құрмет»,  медалями «Қазақстан  Конституциясына 10 жыл», «Астанаға 10 жыл», «Қазақстан Республикасының тәуелсіздігіне 20 жыл», «Қазақстан Конституциясына 20 жыл», удостоен  почетных званий «Солтүстік Қазақстан облысының құрметті азаматы», «Қазақстанның құрметті журналисі». Он также является почетным профессором СКУ имени Манаша Козыбаева. 

## Трудовая деятельность
С 1966 по 1969 годы — Чабан, механизатор совхоза.
С 1971 по 1987 годы — Корреспондент, заведующий отделом Северо-Казахстанской областной газеты.
С 1987 по 1990 годы — Заместитель главного редактора областного радио.
С 1990 по 1998 годы — Собкор Казахского радио по Северо-Казахстанской области.
С 1998 по 2003 годы — Комментатор, заместитель директора Северо-Казахстанской областной телерадиокомпании.
С 2003 по 2007 годы — Главный редактор ГКП "Редакция Северо-Казахстанской областной газеты «Солтустік Казакстан».
С 27 августа 2007 по 16 ноября 2011 годы — Депутат Мажилиса Парламента Республики Казахстан IV созыва по партийному списку Народно-Демократической партии «Нур Отан». Член комитета по социально-культурному развитию, Член депутатской группы «Жаңа Қазақстан».
С 2014 года — Директор Северо-Казахстанского филиала Союза писателей Казахстана.
Член дисциплинарного Совета Северо-Казахстанской области (2005—2007).
Председатель Северо-Казахстанского областного филиала международного общества «Казак тілі».
Главный редактор литературно-художественного журнала «Магжан».

## Награды и звания
- Орден «Парасат» (2024)[2]
- Орден Достык 2 степени (2005 года)[3]
- Медаль «10 лет Конституции Республики Казахстан» (2005)
- Медаль «10 лет Астане» (2008)
- Медаль «20 лет независимости Республики Казахстан» (2011)
- Лауреат премии Союза журналистов Казахстана (1986)
- Почётный гражданин Северо-Казахстанской области (2006)[4]
- Почётный журналист Казахстана в честь 50-летия Союза журналистов республики (25 июня 2009 года) и др.[5]
- Почётная грамота акима Северо-Казахстанской области (2015)[6]